# Lamproserica mombasana
Lamproserica mombasana är en skalbaggsart som beskrevs av Brenske 1901. Lamproserica mombasana ingår i släktet Lamproserica och familjen Melolonthidae. Inga underarter finns listade i Catalogue of Life.